# مارسيل شومان
مارسيل شومان (بالفرنسية: Marcel Schumann)‏ (15 يناير 1901 بلوكسمبورغ في لوكسمبورغ - 23 أبريل 1989 بلوكسمبورغ في لوكسمبورغ) هو لاعب كرة قدم لوكسمبورغي في مركز الوسط، شارك في الألعاب الأولمبية الصيفية 1924. وشارك مع منتخب لوكسمبورغ لكرة القدم.

## وصلات خارجية
- مارسيل شومان على موقع الاتحاد الدولي (مؤرشف)  (الإنجليزية)
- مارسيل شومان على موقع قاعدة بيانات كرة القدم.إي يو (الإنجليزية)
- مارسيل شومان على موقع أوليمبيديا (الإنجليزية)